# Kristopher Simmons
Kristopher Robert Simmons est un acteur américain né le 19 septembre 2002 en Californie. Il est connu pour avoir joué, avec son frère jumeau Jason Simmons, le rôle de Wyatt Matthew Halliwell dans Charmed.

## Carrière
Tout commence pour Kristopher lorsque sa mère décide d'entrer dans un club pour mères de jumeaux alors qu'il n'avait pas un an. À partir de là, il est très vite repéré et, à l'âge de 7 mois, il est retenu par les producteurs de la série Charmed pour jouer, à tour de rôle avec son frère Jason, le fils de Piper et Léo, Wyatt Matthew Halliwell, le temps des trois derniers épisodes de la saison 5.
Finalement, ils sont tous les deux rappelés par Aaron Spelling pour jouer le petit Wyatt durant la saison 6, jusqu'à la fin de la série, en mai 2006. Ils avaient 3 ans et demi.
En 2007, il fait son retour sur le petit écran en décrochant le rôle de l'un des jumeaux Maurice et Ralston lors d'une scène flask-back de la saison 2 de Pushing Daisies. C'est lors de ce tournage que Kristopher interprète, pour la première fois, un rôle qu'il ne partage pas avec son frère Jason.

## Filmographie
- 2003–2006 : Charmed : Wyatt Matthew Halliwell (saisons 5 à 8)
- 2008 : Pushing Daisies : Maurice et Ralston enfant (saison 2)
- 2013 : How I Met Your Mother : Jumeaux Cristalli #2 (saison 8 épisode 23)